# Geschwister Kalscheuer
Die Geschwister Kalscheuer waren Orgelbauer in Nörvenich, Kreis Düren, Nordrhein-Westfalen.

## Geschichte
Die Brüder Jacob (* 21. November 1822; † 22. April 1883) und Heinrich Kalscheuer (* 16. Juni 1824; † 12. April 1885) waren gebürtige Nörvenicher. Sie starben auch in ihrem Geburtsort. Die Eltern waren Hubert Kalscheuer (* 18. August 1786 in Nörvenich; † 14. September 1843 ebenda) und Maria Katharina Wankum (* in Capellen; † 4. April 1848 in Nörvenich). Jacob blieb ledig, Heinrich heiratete 1865 Maria Theresia Henk (* 2. Februar 1838 in Desdorf; † 22. Dezember 1900 in Nörvenich). Aus dieser Ehe gingen vier Kinder hervor.
Im elterlichen Haus in der Zülpicher Straße 28/30 bauten die Gebrüder sich eine Orgelmanufaktur auf. Die Gebrüder Kalscheuer führten die Tradition des rheinischen Spätbarock zur romantischen Orgel weiter und standen damit in der allgemeinen Orgelentwicklung des 19. Jahrhunderts. Über sie ist nur wenig bekannt.
Zumindest Jacob hat bei Engelbert Maaß (1781–1850) in Köln gelernt, wie aus einem Schreiben vom 17. März 1846 hervorgeht. Die Gebrüder arbeiteten von 1849 bis 1888 als Orgelbauer und sind die einzigen ihrer Zunft im weiten Umkreis gewesen. Erstmals erwähnt wird die Orgelbauerwerkstatt im Juni 1846 bei einem Streit mit einem anderen Orgelbauer aus dem Kreis Euskirchen.

## Bedeutung der Gebrüder Kalscheuer
Die Gebrüder Kalscheuer führten die Tradition des rheinischen Spätbarock zur romantischen Orgel weiter und standen damit in der allgemeinen Orgelentwicklung des 19. Jahrhunderts. Allerdings fiel im Gegensatz zu anderen Orgelbaufirmen der gleichen Zeit auf, dass der Registerbestand der Spätbarockorgel in seinen Grundzügen beibehalten wurde. Dadurch blieb ihren Orgelwerken eine gesunde Basis erhalten. Die konservative Einstellung verhalf diesen Orgelbauern dazu, nicht in Fehler zu fallen, die dem Orgelwerk seinen reichen Klang nahmen und es zu einem Instrument machten, das hohen künstlerischen Ansprüchen nicht mehr genügen konnte. Während allgemein in der zweiten Hälfte des 19. Jahrhunderts der Obertonbereich in den Dispositionen sehr vernachlässigt wird, fand man bei der Firma Kalscheuer noch einen Klangaufbau, der auch bei kleineren Werken eine weite Skala aufwies. Allerdings verzichteten die Nörvenicher auf die Farbregister, die im 18. Jahrhundert zum notwendigen Bestand gehörten Canto-Solo-Stimmen wie Sesquialter, Glockenspiel und die kurzbrechigen Zungen waren verschwunden. Lediglich die Quinte und der Cornett sind geblieben. Die herausstechenden Klänge waren nicht mehr beliebt, man bevorzugte einen runden, in sich geschlossenen Klang, der eher beruhigend als anreizend auf die Zuhörer wirkte. Nicht die aggressive Farbenpracht der Barockzeit, sondern die satte, würdevolle Klangwelle der Romantik war hier verwirklicht. Trotzdem muss im Vergleich zu anderen deutschen Landesteilen betont werden, dass im Rheinland auf dem Gebiet Orgelbaus nicht der Revolutionär im Vordergrund steht, sondern der Vermittler, der den Versuch machte, die Tradition mit dem neuen Klangbewusstsein zu verbinden.

## Werkliste
| Jahr      | Ort                  | Gebäude                        | Bild | Manuale | Register | Bemerkungen |
| --------- | -------------------- | ------------------------------ | ---- | ------- | -------- | --- |
| 1849      | Düren                | Evangelisch-lutherische Kirche |      |         |          | Im Zweiten Weltkrieg am 16. November 1944 zerstört. |
| 1850      | Niederberg           | St. Johannes der Täufer        |      |         |          | weitgehend Original, Restauration 2015/16 durch Hugo Mayer Orgelbau |
| 1856      | Hochkirchen          | St. Viktor                     |      |         |          | |
|           | Eschweiler über Feld | St. Heribert                   |      |         |          | |
|           | Venwegen             | St. Brigida                    |      |         |          | |
|           | Aachen               | St. Alexius                    |      |         |          | |
|           | Aachen               | Kloster zum guten Hirten       |      |         |          | |
| 1853      | Schevenhütte         | St. Josef                      |      |         |          | erhalten |
|           | Oberkassel           | St Cäcilia                     |      |         |          | |
| 1861      | Pingsheim            | St. Martinus                   |      | I       | 9        | Die Anlage hat ein angehängtes Pedal. 1964 wurde die Orgel durch die Firma Weimbs aus Hellenthal restauriert. |
| 1864/65   | Bliesheim            | St. Lambertus                  |      | II/P    | 20       | Ursprünglich 30 Register, 1935 auf 19 verkleinert und Umbau des Prospektes, 1994 generalüberholt, Austausch des Manual-Pfeifenwerks (= restliche Kalscheuer-Pfeifen) durch Weyland-Orgelbau, Leverkusen, 2012 restauriert durch Hugo Mayer Orgelbau |
| 1867/68   | Merzenich            | St. Severin                    |      | II      | 11       | Die Orgel hat ein angehängtes Pedal. Das Instrument ist für die Kirche St. Matthäus in Vochem erbaut worden und stand dort bis in die 1960er Jahre. Da diese Kirche jedoch erweitert wurde, war die Kalscheuer-Orgel zu klein geworden und wurde an die Pfarrei St. Severin in Merzenich verkauft, wo sie vermutl. in den 1960er Jahren von der Firma Johannes Klais Orgelbau aufgestellt wurde. 1994 wurde die Orgel durch Josef Weimbs Orgelbau, Hellenthal restauriert und in den Originalzustand zurückversetzt. |
| 1875      | Kendenich            | St. Johann Baptist             |      |         |          | |
|           | Alfter               | St. Matthäus                   |      |         |          | |
|           | Plittersdorf         | St. Evergislus                 |      |         |          | Orgel vermutlich im Krieg zerstört. Nachfolgeorgel von 1954, Fa. Romanus Seifert. |
| 1875      | Ginnick              | St. Antonius                   |      |         |          | |
| 1865      | Müddersheim          | St. Amandus                    |      | II/P    | 15       | Die Orgel wurde 1887 durch Johannes Klais und in den 1980er Jahren von Peter Berretz um je ein Register ergänzt. 2006 wurde die Gebläseanlage erneuert und 2010 ist die Orgel von der Fa. Wilbrand restauriert worden. Somit ist die Orgel zum allergrößten Teil im Originalzustand erhalten. |
| 1871      | Füssenich            | St. Nikolaus                   |      | II/P    | 23       | Die Orgel wurde im 18. Jahrhundert wahrscheinlich von Balthasar König erbaut und 1871 von den Gebr. Kalscheuer umgebaut und erweitert. Restauriert wurde sie 1972 durch die Firma J. Weimbs aus Hellenthal. |
| 1871      | Bessenich            | St. Christophorus              |      | II/P    | 10       | Die Orgel wurde 1968 durch die Firma J. Weimbs aus Hellenthal restauriert. |
| nach 1879 | Frauenthal           | Marienkapelle                  |      |         |          | erhalten |